# Karl Mai
Karl Mai (Fürth, 1928. július 27. – Fürth, 1993. március 15.) nyugatnémet válogatott világbajnok német labdarúgó, fedezet, majd edző.

## Pályafutása

### Klubcsapatban
1942-ben az SpVgg Fürth csapatában kezdte a labdarúgást, ahol 1958-ig játszott. 1958 és 1961 között a Bayern München játékosa volt. 1961-ben a svájci Young Fellows Zürich, majd 1962-63-ban az osztrák FC Dornbirn együttesében szerepelt, mielőtt befejezte az aktív labdarúgást.

### A válogatottban
1953 és 1959 között 21 alkalommal szerepelt a nyugatnémet válogatottban és egy gólt szerzett. Tagja volt az 1954-es világbajnok csapatnak.

### Edzőként
1963-ban az  ESV Ingolstadt vezetőedzője volt.

## Sikerei, díjai
NSZK
- Világbajnokság
  - világbajnok: 1954, Svájc